# VeloCity
VeloCity, originalmente um programa de residências, atualmente é uma comunidade de startups criada na Universidade de Waterloo, com o objetivo de proporcionar aos seus estudantes um ambiente onde é possível transformar suas ideias de negócios em startups de sucesso.
Devido à presença de uma comunidade de startups e de estudantes empreendedores na região de waterloo, foi criado, em 2008, o primeiro programa VeloCity, o VeloCity Residence. Nos anos seguintes o programa cresceu e se transformou em um conjunto de quatro iniciativas empresariais: VeloCity Residence, VeloCity Garage, VeloCity Campus e VeloCity Venture Fund (VVF).
Cada uma dessas iniciativas tem como objetivo desenvolver uma comunidade que se baseia em criatividade e empreendedorismo e ao mesmo tempo transformar as ideias de seus estudantes em negócios sustentáveis.
O programa já ajudou a lançar diversas startups no mercado, dentre elas Kik Interactive e BufferBox, a qual foi comprada pela Google por $25 milhões em 2012.

## História
Na primavera de 2007, o fundador do programa VeloCity, Sean Van Koughnett, percebeu que a proxima "Grande Ideia" normalmente se encontra na mente de estudantes e que, na época as oportunidades para startups na área de midias digitais não poderiam ser melhores, devido a crescente popularidade dos "apps" ou aplicativos. Foi então que Sean percebeu que um dormitório de universidade seria um ambiente perfeito para criação de algo que ele veio chamar de “dormcubator” ou uma incubadora centrada em um dormitório.
Com a ideia em mente, no verão de 2007, Sean apresentou a ideia ao seu chefe ná época, Bud Walker, que o apoiou e sugeriu como local à residencia Minota Hagey, no campus da Universidade de Waterloo. Algumas preocupações surgiram, como a ideia de que alguns alunos poderiam desistir da universidade para seguirem com suas empresas, porém Sean argumentou que na verdade, o programa seria uma oportunidade perfeita para que os alunos continuassem seus estudos.
Em busca de estudantes para manter sua ideia, o fundador do VeloCity foi atrás de grandes empresas para conseguir apoio, e no final conseguiu. Grandes nomes como Google, Apple, RIM e Microsoft ajudaram a dar credibilidade à empresa, e chamar atenção de cada vez mais empreendedores.
Em setembro de 2008 o programa foi lançado, o grupo inicial incluia Eric Migicovsky, fundador do Pebble. No semestre seguinte se juntou ao grupo Ted Levingston, residente na época e fundador do Kik Interactive.
Em 2010, Sean percebeu que não era o melhor para conduzir o programa e passou o controle para Jesse Rodgers, que teve papel fundamental no crescimento do programa, conseguindo financiamento do Ontario Centres of Excellence e facilitando uma grande doação feita por Ted Livingston em 2011.

### Universidade de Waterloo
A Universidade de waterloo é considerada uma das mais empreendedoras do mundo. Um dos motivos por trás desse fato é a sua política de que a propriedade intelectual é de direito de seus criadores. Essa ideia atrai diversos estudantes empreendedores para a região, o que fez da universidade um ótimo ambiente para a criação do programa VeloCity.

#### Co-op Educationna Universidade de Waterloo
Co-op Education combina estudos academicos com experiência de trabalho, o que permite ao aluno o aprendizado sobre os aspectos práticos da sua área de estudos enquanto ainda está na universidade, ao invés de focar apenas na área acadêmica.
A Universidade de Waterloo abriga um dos maiores programas co-op do mundo, e incentiva os seus alunos a irem em busca de experiências no campo de trabalho. Dessa maneira, o programa VeloCity gera muitas oportunidades para os alunos interessados em ambientes inovadores e em busca de se lançarem no mundo de startups.

### VeloCity Residence
Localizada dentro do campus da Universidade de Waterloo, na Minota Hagey residence, VeloCity Residence fornece aos alunos um oportunidade de morar em um ambiente com acesso a tecnologias de última geração, além da oportunidade de aprender com mentores com experiência em empreendedorismo.

### VeloCity Garage
Criada em Kitchener, em 2010, VeloCity Garage tem como objetivo fornecer aos seu alunos, os equipamentos necessários para construir suas startups, até mesmo depois de saírem da universidade. Mais de 45 empresas já foram beneficiadas pelo programa, e já foi levantado mais de $90 milhões em financiamentos desde a sua criação. As startups garantem seu lugar no VeloCity Garage se inscrevendo no programa ou ganhando uma competição do VeloCity Venture Fund.

### VeloCity Campus
O programa tem como objetivo apoiar estudantes interessados em empreendedorismo, dando a eles a oportunidade de lidar com situações práticas para desenvolver as habilidades necessárias para criar um negócio ou empresa de sucesso.

### VeloCity Venture Fund (VVF)
Em Março de 2011 foi crado o VeloCity Venture Fund, uma competição entre times de startups com o objetivo de levantar fundos para seus projetos. Atualmente, 12 startups da Universidade de Waterloo são financiadas com o valor de $25,000 ao ano, por startup. Além do financiamento, as empresas tem direito a um lugar na VeloCity Garage, onde podem desenvolver suas empresas e ideias. Além disso, VeloCity não retém nenhum direito à propriedade intelectual, dando aos criadores total controle sobre suas ideias e produtos. Todo ano a competição seleciona novas startups para serem financiadas pelo programa.